# Angeli senza paradiso (film 1933)
Angeli senza paradiso (Leise flehen meine Lieder) è un film del 1933, diretto da Willi Forst. Il soggetto, scritto dallo stesso Willi Forst e da Walter Reisch, ripercorre in maniera romanzata la breve vita di Franz Schubert, morto a soli 31 per febbre tifoide.
Willi Forst era un noto attore e cantante, che aveva lavorato diretto da registi quali Max Reinhardt, Gustav Ucicky, Robert Wiene e Géza von Bolváry e che aveva recitato come partner di Marlene Dietrich. Qui debutta dietro la macchina da presa e firma il suo primo film.
È il primo film anche per l'austriaca Gerdago che, nella sua carriera, disegnerà i costumi di quasi settanta film, tra cui anche quelli, interpretati da Romy Schneider, della serie dedicata a Sissi.

## Trama
Vienna, anni venti dell'800. Il giovane squattrinato musicista Schubert sta impegnando la sua chitarra, per pagare la prigione dell'albergo, quando la bella Emmy, figlia del proprietario, segretamente fa arrivare la somma necessaria per pagare gli arretrati. Schubert comprende il gesto della ragazza e tra i due nasce l'amore. La fortuna arriverà al giovane Schubert, poiché il Maestro di Cappella Antonio Salieri nota il suo talento e lo introduce nei circoli musicali della città. Così Schubert ha l'onore di incontrare una sua protettrice, la Contessa Caroline Esterházy, di cui finisce per innamorarsi.

## Produzione
Il film fu prodotto dalla Cine-Allianz Tonfilmproduktions GmbH. Vi partecipa anche il coro dei Wiener Sängerknaben.

## Distribuzione
In Germania il film venne presentato in prima l'8 settembre. In Austria ebbe una prima a Vienna il 27 settembre 1933 con il titolo originale Leise flehen meine Lieder. Sul mercato tedesco il film è conosciuto anche come Schuberts unvollendete Symphonie.

## Influenze culturali
Del film è stato girato un remake in chiave musicarello nel 1970 in Italia, Angeli senza paradiso, diretto da Ettore Maria Fizzarotti e interpretato da Al Bano e Romina Power.